# Pastvina

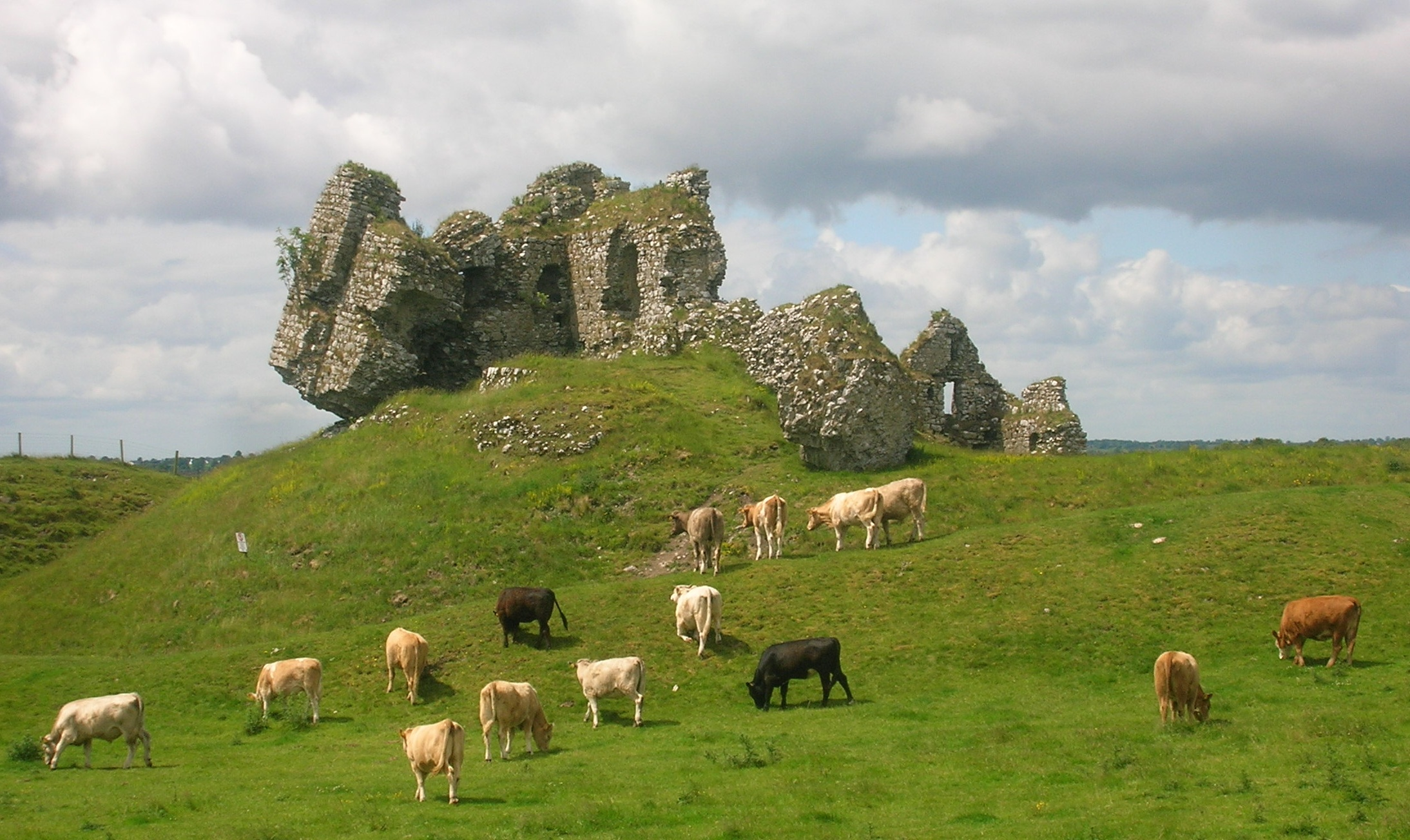
Irská pastvina s krávami

Pastvina je pozemek s převážně bylinným vegetačním krytem, sloužící pro pastvu hospodářských zvířat, jako jsou krávy, ovce, kozy, koně a další. Jako pastviny jsou využívány často horské či podhorské, ale i jiné louky. Pastva hospodářských zvířat zde může probíhat zcela volně (ve střední Evropě typicky v Alpách v některých alpských zemích), nebo se může jednat o trvale či přechodně ohrazený pozemek (například pomocí elektrického ohradníku).
Pastvina má (jakožto trvalý travní porost) v současné době v ČR nejnižší daň z nemovitosti (aktuálně[kdy?] 1/3 ve srovnání s ornou půdou).
Před příchodem průmyslového zemědělství byly pastviny hlavním zdrojem potravy pro výše uvedená pasoucí se býložravá zvířata. Až zhruba do poloviny 19. století se na lukách běžně kombinovala či střídala jak pastva, tak kosení pro seno. Později došlo k oddělení pozemků pro různé účely a tím i k odlišení typické vegetace luk a pastvin. Oproti kosené louce se pastviny odlišují zejména větším narušováním povrchu (hrabání, rozdupávání kopyty), přímým a průběžným hnojením dobytčími výkaly a výskytem typických pastevních plevelů. To jsou rostliny, které na ploše zůstávají, popřípadě se šíří, protože je dobytek z nějakého důvodu nespásá: jsou buď příliš pichlavé (jalovec obecný, pupavy, bodláky, pcháče), příliš tuhé (suché květonosné lodyhy třezalek, některé ostřice, metlice), jedovaté či jinak nepoživatelné (pryšce ronící nepříjemně chutnající mléko, aromatické mateřídoušky apod.). Více než v běžné louce se uplatňují druhy trav odolné proti sešlapávání, například jílek či poháňka.